# Жуан Міро
Жуа́н Міро́-і-Ферра́ (також трапляється написання Жоан та Жан, або, під впливом іспанської також Хоан та Хуан; кат. Joan Miró i Ferrà, *20 квітня 1893 р., Барселона — †25 грудня 1983 р., Пальма-де-Майорка) — каталонський художник, скульптор та графік. Один з найвідоміших митців-сюрреалістів.

## Галерея

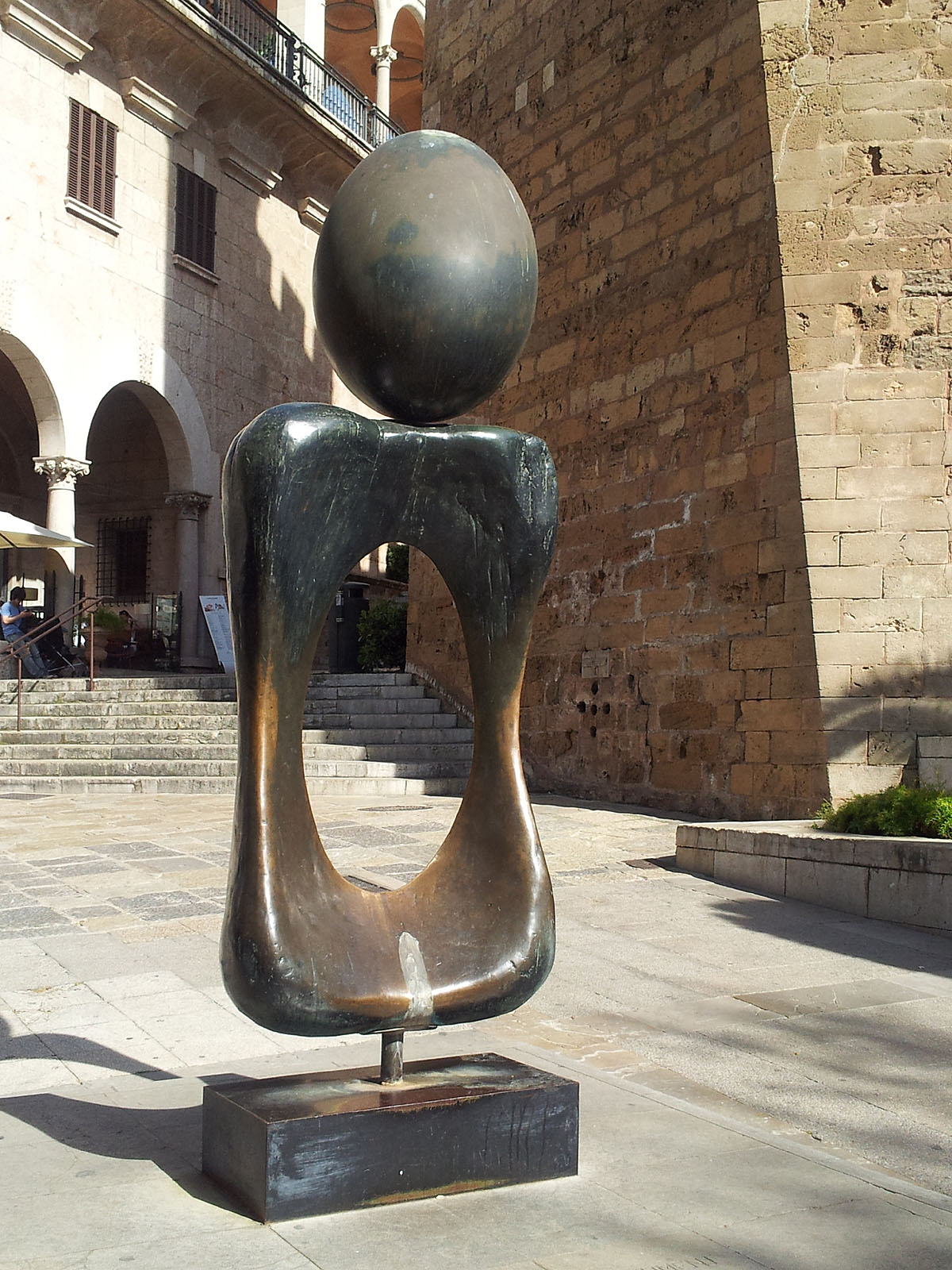
«Пам'ятник жінці», 1972. Пальма, Іспанія
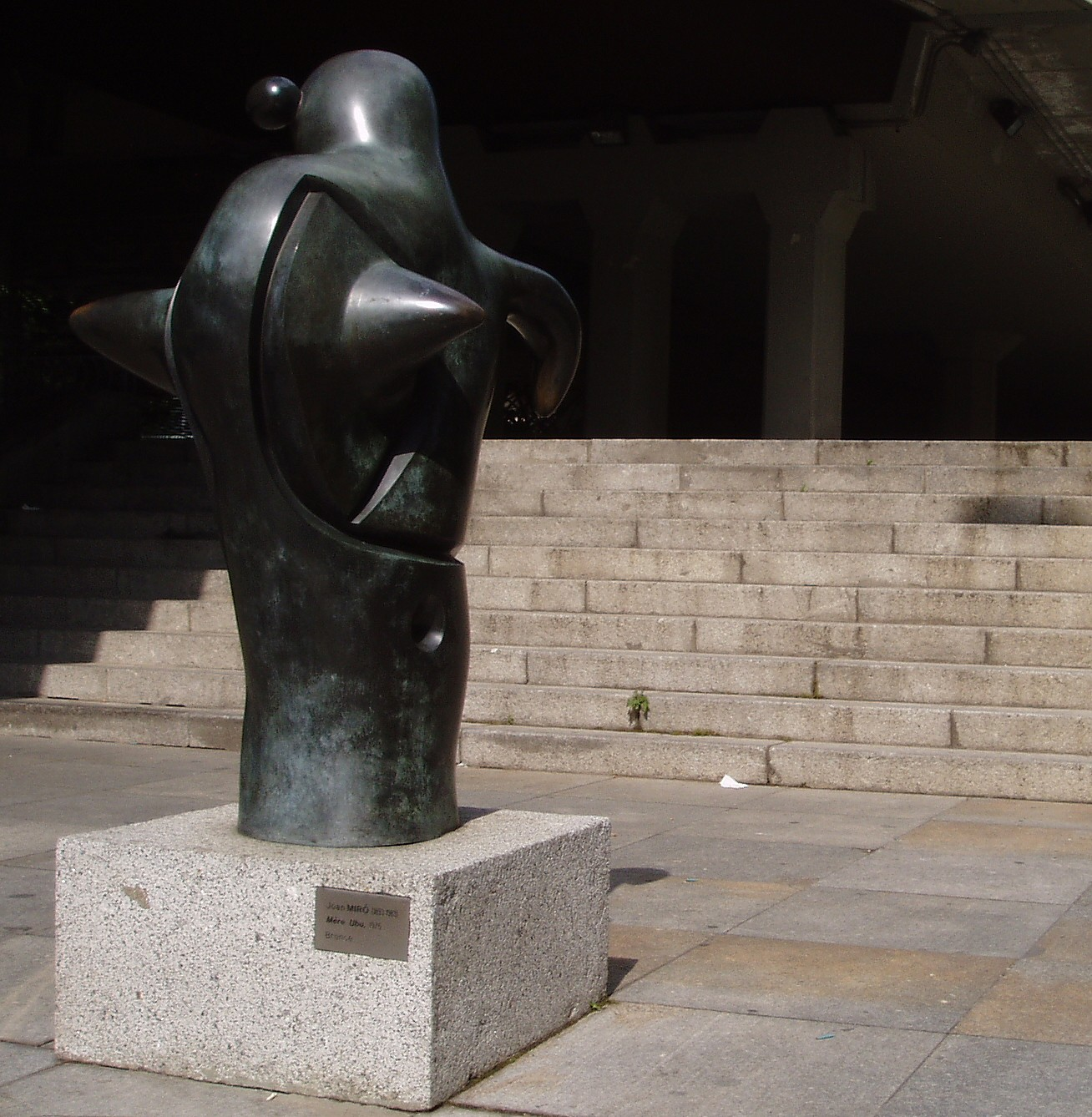
«Мати Убю», 1978, Музей скульптур просто неба, Мадрид
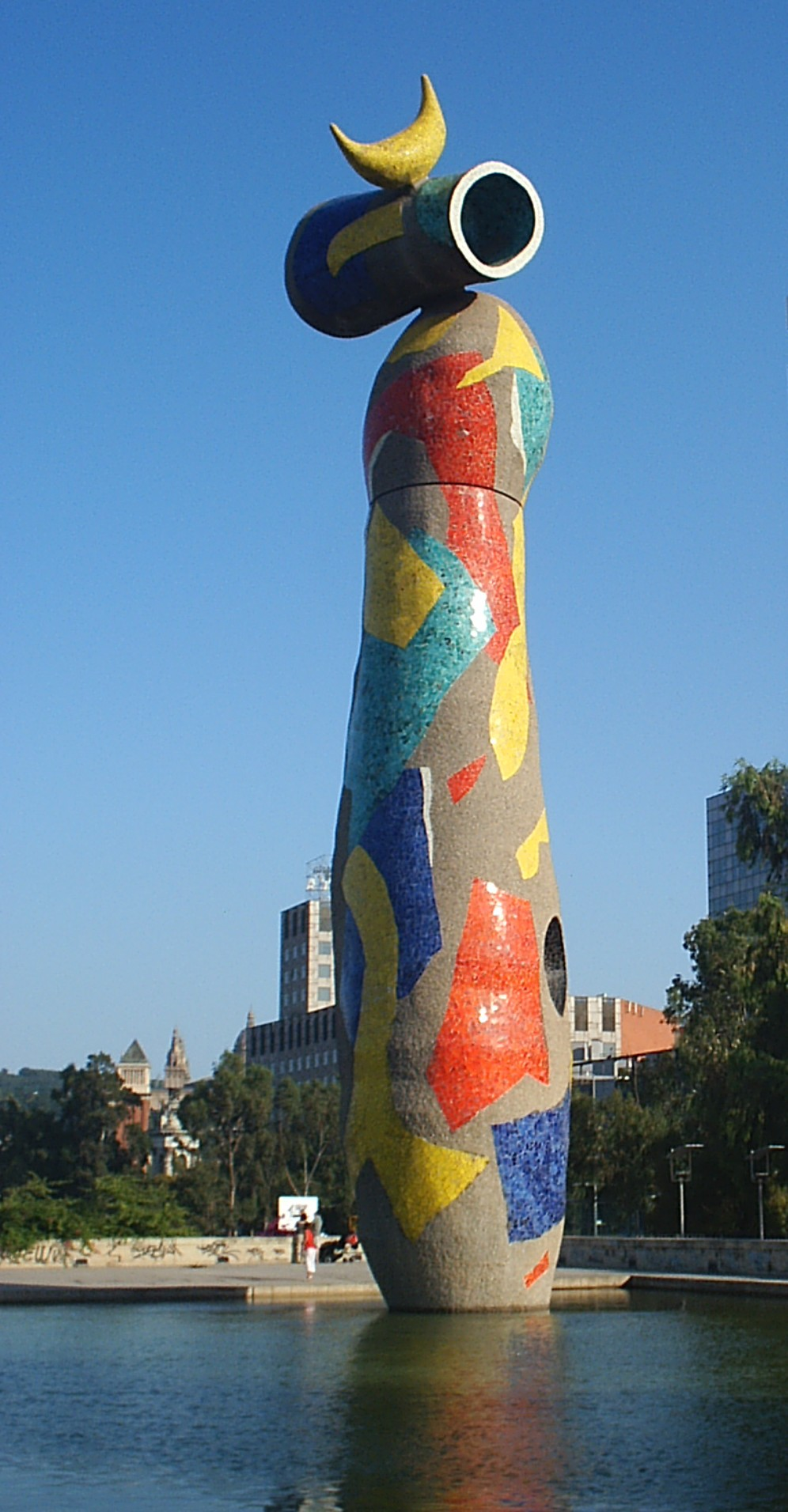
«Жінка та птах», 1983. Барселона, Іспанія.